# ۶۸۹ (قمری)
۶۸۹ (قمری)، ششصد و هشتاد و نهمین سال در گاهشماری هجری قمری است. اول محرم این سال برابر با «۲۱ ژانویه ۱۲۹۰» میلادی و «۲ بهمن ۶۶۸» هجری شمسی است.

## زادگان
- ابن الوردی، ادیب، نویسنده پُراثر و شاعر شامی.
- خواجوی کرمانی ، شاعر معروف قرن هفتم و هشتم هجری درگذشت : ۷۵۳ هجری قمری .